# 인구통계학
인구통계학(人口統計學, 영어: demography), 간단히 인구학(人口學)은 인구에 대한 통계적 연구이다. demo-는 the people을 의미하는 고대 그리스어 demos에서, -graphy는 "writing, description or measurement"(저술, 서술, 측정)을 의미하는 grahpho에서 유래하였다.
인구 분석은 교육, 국적, 종교, 민족과 같은 기준에 따라 정의된 사회 전반 또는 특정 그룹에 적용할 수 있다. 인구통계학은 일반적으로 사회학의 한 분야로 간주되지만, 인구통계학에는 수많은 개별 분야들이 존재한다.

## 인구학의 분야
인구학은 기초인구학(basic demography)과 응용인구학(applied demography)으로 크게 대별되며, 전자는 형식인구학(formal demography)과 사회인구학(social demography)으로 구성된다.
|            | 기초인구학                                    | 기초인구학                                       | 응용인구학                                           |
| 형식인구학 | 사회인구학                                    |                                                  | 응용인구학                                           |
| ---------- | --------------------------------------------- | ------------------------------------------------ | ---------------------------------------------------- |
| 개념 정의  | 인구현상을 수량적인 측면에서 연구             | 인구현상을 사회경제적 맥락에서 연구              | 인구변동이 영향을 미치는 사회경제적 환경의 변동 연구 |
| 연구 대상  | 인구지표의 작성과 인구지표 사이의 연관성 분석 | 인구현상의 원인과 결과에 대한 포괄적 이해와 해석 | 인구변동에 따른 사회경제적 변동의 이해와 해석        |
| 방법론     | 수학, 통계학적 접근                           | 사회학, 경제학, 인류학 등 사회과학적 접근        | 경영학, 정치인구학의 사회과학적 접근                 |
| 동의어     | 인구분석 순수인구학 수리인구학                | 인구연구 인구문제의 연구                         | 비즈니즈 인구학                                      |

### 형식인구학
형식인구학은 인구현상을 순수하게 수량적인 측면에서 연구하는 분야이다. 인구지표의 작성과 인구지표들 간의 연관성, 그리고 인구학적 변수의 기술통계가 주요 연구영역에 해당된다. 형식인구학은 인구분석(demographic analysis), 순수인구학(pure demography) 또는 수리인구학(mathematical demography)으로도 불린다.

### 사회인구학
사회인구학은 인구의 크기, 구성, 분포 및 인구과정에 유의미한 영향을 미치는 사회경제적 변수들을 탐구하는 분야로 사회과학과 밀접한 관련이 있다. 인구현상은 문화와 사회경제적 변동의 산물이다. 사회인구학은 흔히 인구연구(population studies) 또는 인구문제(population problems)의 연구와 동일한 의미로 사용된다.
어떤 인구현상(이를테면 제3세계의 고출산)이 ‘문제, 즉 사회적 쟁점’이라는 인식은 사회적으로 정의되며, 무엇이 원인이고 무엇이 결과라는 믿음은 서구의 인구학이론에 의존한다. 하지만 최근 인구연구는 인과성의 이해에 초점을 두는 사회과학적 연구에서 서구에서 문제라고 인식되는 특정 인구현상을 해결하고자 하는 정책지향적 연구로 이동하는 경향이있다. 그런데 서구이론에 근거하여 수립된 인구정책이 비서구사회에서 실시될 경우 서구이론에서 예상하지 못한 부작용을 초래할 수 있다. 이를테면, 세계에서 가장 단기간에 출산변천을 성공리에 마무리했던 한국의 가족계획정책은 세계에서 가장 빠른 인구고령화뿐만 아니라 한국의 전통가족문화를 통해 지녀 왔던 한국인의 정체성과 자부심을 상실시키는 결과마저 초래하였다. 따라서 한국 혹은 비서구사회에서의 인구문제를 성공리에 수행하기 위해서는 그들 국가의 경험과 역사에 근거한 새로운 패러다임의 인구학 이론이 개발되어야 할 것이다.

### 응용인구학
응용인구학에서 연구주제는 전통 인구학 영역 밖의 사람들이 관심을 갖는 현실적 질문이 되며, 독자들도 인구학 관련 전문가들뿐 아니라 사업가나 정부의 행정 공무원들까지 확대된다. 그 결과 응용인구학에서 설명대상(즉 종속변수)은 사업가나 정부 관료들이 관심을 가지는 현실적 문제가 되며, 인구현상은 그러한 현실적 문제들의 의사결정에서 매우 중요한 영향을 미치는 독립변수가 된다. 최근 정치인구학은 정치적 이데올로기가 초래하는 인구변동과 더불어 그 변동(예, 인종분포의 변동 혹은 인구고령화)이 가져오는 정치적 결과(투표결과 혹은 연금에 대한 세대간 갈등)에 관심을 가짐으로써, 응용인구학의 접근방식을 채택하기도 한다.
응용인구학은 정부와 기업 비영리조직에서의 문제들을 해결하기 위해 인구학 자료와 방법들을 실질적으로 적용하는데 관심을 두는 인구학의 하위분과이다. 이 적용은 지역적, 국가적, 국제적 차원에서 이루어질 수 있고, 지역적 차원에서 행해지는 응용인구학은 지역인구학(local demography)이라 불린다. 응용인구학은 비즈니스와 비영리조직의 운영을 위해 사용된다는 점에서 비즈니즈 인구학으로 간주되기도 한다. 응용인구학은 시간과 장소를 매우 중시한다. 그것은 응용인구학이 전형적으로 특정한 지리적 지역, 그리고 현재와 미래―과거는 아님―라는 시점에 관심을 가지기 때문이다. 따라서 응용인구학자들은 특정한 지역에서 현재의 인구추세를 분석하고 미래의 인구를 예측하는 일에 종사하고 있다.

## 인구학의 자료와 접근방식
인구학(특히 기초통계학)은 인구크기, 분포, 구성그리고 변동을 수로 기술하는 데 관심을 갖는다. 이러한 인구학 정보들은 센서스(혹은 인구주택총조사), 동태통계, 표본조사 등의 인구자료 수집체제를 통해 얻는다. 이 세 체제는 서로 다르지만 상호보완적이다.

### 센서스
인구센서스는 특정 시점의 조사대상에 대하여 전국적으로 실시하는 전수조사로, 인구크기, 지리적 분포, 인구구성 그리고 인구특성에 대한 정보들을 일차적으로 제공한다. 인구센서스는 어떤 특정 시점에서 특정 지역에 대한 전반적인 인구현상을 보여주는 청사진이라 할 수 있다. 이러한 인구센서스의 인구학 정보는 과세, 병역정책, 교육정책, 교통정책, 노동복지정책 등 다양한 정부정책과 더불어 기업의 판매전략 수립에 매우 유용하게 사용된다. 그 결과 센서스의 객관성과 정확성에 대한 요구가 증가하고 있다. 한국에서는 최초의 인구센서스를 1925년 ‘간이국세조사’라는 명칭으로 실시하였으며, 현재는 5년 간격으로 실시하고 있다.

### 동태통계
동태통계(vital statistics) 혹은 주민대장(civil register)은 특정 지역에 거주하는 모든 개인들이 신고주의에 입각하여 자신의 인구동태사건들을 계속적으로 기록하는 것을 말한다. 주민등록이 이에 해당한다. 주민대장체제는 법적 규정에 따라 인구동태사건들의 발생과 특성들이 연속적, 영구적 그리고 강제적으로 등록되는 체제를 말한다. 이 체제에서 수집된 인구동태통계는 출생, 사망, 혼인, 이혼, 입양, 거주지 이동과 같은 유형의 사건들이 특정 지역에서 정해진 기간 동안에 일어난 발생률을 의미하므로, 인구동태연구에서 매우 유용한 정보로 사용된다.

### 표본조사
인구표본조사는 전수조사인 인구센서스와는 달리 어떤 인구집단에서 일부만을 추출하여 조사하는 것을 말한다. 인구표본조사는 과거 개발도상국들이 비용과 같은 경제적 이유로 인구센서스를 시행하지 못하거나 혹은 주민등록체제가 미비한 곳에서, 특히 출생과 사망에 대한 인구학자료를 수집하기 위하여 사용되었다. 대표적인 것이 세계출산력조사(World Fertility Survey)와 인구보건조사(Demographic Health Survey)이다. 인구표본조사는 인구센서스에 비해 더 많은 것을 질문함으로써 더 자세한 정보를 얻을 수 있다는 장점이 있다.

### 그 외 기타
인구학은 밀도에도 관심을 가진다. 최근 인구학은 지리 정보 체계(Geographic Information System, GIS)의 발달로 인해 공간상의 정보를 전통적 인구학 정보에 첨가하여 함께 분석하는 경향이 증가되고 있다. GIS는 지도와 데이터의 결합을 허용하는 컴퓨터 기반 체제(computer-based system)이다. 지도에서 특정 장소를 언급한 다음 공간통계(spatial statistics)를 사용하여 데이터를 분석하고 그 결과물을 주제도(thematic map)나 다른 그래픽 포맷으로 전시한다.
컴퓨터는 어떤 지도를 일련의 지역들(시·도, 센서스 트랙 등), 선들(거리, 고속도로, 강) 그리고 점들(학교, 집, 보건소 등)로 변형시킬 수 있다. 그러면 인구학적 데이터는 지리-관련(geo-referenced) 데이터가 되고(자세한 위도-경도의 조합, 거리 번호, ZIP 코드, 센서스트랙, 군이나 시·도), 그래서 컴퓨터는 그것들을 정확한 지역, 라인, 점들에 연결시킬 수 있다. 인구학 자료들은 실제로 항상 지리적 지역에 관련된다.
인구학은 또한 인구과정 즉 출산력, 사망력 그리고 이주에 대한 결정요인들에도 관심을 가진다. 이러한 결정요인들에 대한 연구들은 위에서 언급한 양적 자료들뿐만 아니라 질적 자료들도 사용한다. 특히 인류학적 인구학은 질적 자료의 사용을 선호한다. 유럽 출산력조사와 세계출산력조사에서 출산력 변동이 경제적 요인보다 문화적 요인(언어, 지리학적 지역, 종교)과 더 밀접하게 관련되는 것으로 나타났다. 이러한 문화적 요인은 쉽게 양화될 수 없을 뿐 아니라, 쉽게 식별되거나 고정된 개념도 아니다. 표준화된 양적 방법론에 근거한 보편적 인과성 모형들을 강조하는 전통적 방식의 인구학과 달리, 인류학적 인구학은 연구하는 사회에 있는 문화적 특수성에 초점을 맞추는 까닭에 현장연구(질적 자료)를 선호한다.
인구학은 현재의 자료뿐만 아니라 과거의 역사적 자료에도 관심을 가진다. 역사인구학(historical demography)은 인구학의 한 분야로, 한국과 중국에서의 호적과 족보 혹은 유럽에서의 교구대장(parish register)과 같은 과거의 인구자료를 분석함으로써 과거의 인구현황을 추정하는 것을 목적으로 ㅘㄴ다. 따라서 역사인구학은 과거의 인구자료보다 그 자료의 분석방법에 관심을 가진다. 이를테면, 족보나 교구대장에 수록된 정보를 통해 가족구성원은 누구이고, 그들은 어떤 방식(출산, 사망 혹은 혼인)으로 변화되는지를 분석함으로써 가족관계를 복원할 수 있다. 인구학자는 이것을 가족 재구성법(family reconstruction method)이라 부르며, 프랑스 국립인구연구소의 앙리(Louis Henry)와 고티에(E. Gautier)가 최초로 사용하였다.

## 같이 보기
- 인구
- 인구 통계
- 인구지리학
- 인구 관련 단체 목록
- 역사인구학
- 사회인구학
- 형식인구학
- 응용인구학
- 경제인구학